# Мійгеш Лайош Лайошович
Лайош Лайошович Мійгеш (нар. 5 червня 1942, селище Вишково, тепер Хустського району Закарпатської області) — радянський діяч, бригадир молочнотоварної ферми колгоспу «Прикордонник» Хустського району Закарпатської області. Депутат Верховної Ради СРСР 11-го скликання.

## Біографія
Народився в бідній угорській родині. Батько працював на лісорозробках на Рахівщині, помер у 1952 році. Мати, Варвара Емерихівна, працювала в колгоспі, отримала звання заслуженого працівника сільського господарства УРСР.
У 1959—1963 роках — дояр колгоспу «Прикордонник» Хустського району Закарпатської області.
Член КПРС з 1963 року.
У 1963—1966 роках — служба в Радянській армії.
У 1966—1977 роках — обліковець, бригадир, дояр колгоспу «Прикордонник» смт. Вишкове Хустського району Закарпатської області.
Освіта середня спеціальна. Заочно закінчив Мукачівський радгосп-технікум.
З 1977 року — бригадир молочнотоварної ферми колгоспу «Прикордонник» смт. Вишкове Хустського району Закарпатської області.
Потім — на пенсії у смт. Вишково Хустського району Закарпатської області.

## Нагороди
- орден Трудового Червоного Прапора
- орден «Знак Пошани»
- медалі